# Uesugi Kenshin

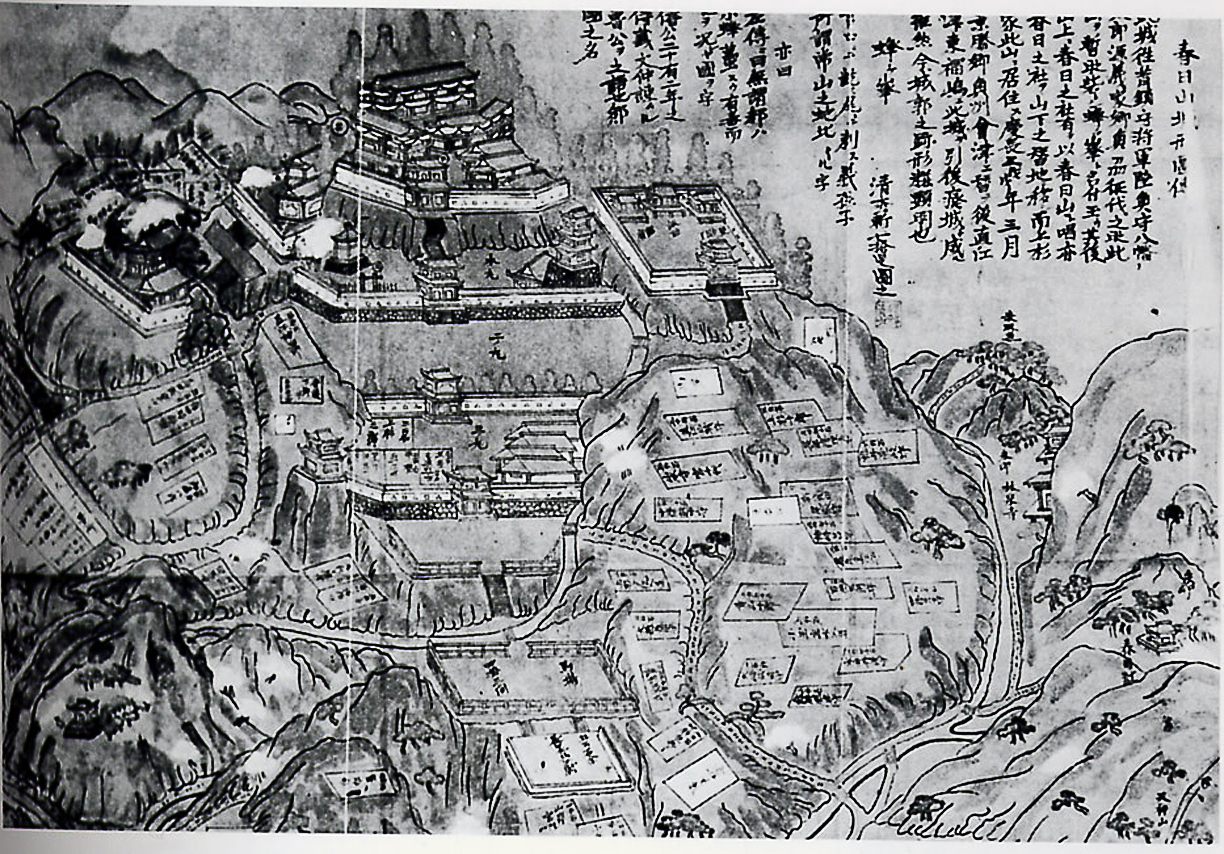
Château de Kasugayama.

Uesugi Kenshin est un nom japonais traditionnel ; le nom de famille (ou le nom d'école), Uesugi, précède donc le prénom (ou le nom d'artiste).
Uesugi Kenshin (上杉 謙信, Uesugi Kenshin) (18 février 1530-19 avril 1578) est un seigneur de guerre japonais qui dirigea la province d'Echigo (actuelle préfecture de Niigata) pendant la période Sengoku. Il est l'un des nombreux puissants seigneurs de cette époque et est très célèbre pour ses prouesses sur le champ de bataille, ses compétences militaires et stratégiques, ainsi que sa foi en Bishamonten, le dieu de la guerre. Il était aussi un alcoolique notoire.